# Форстер, Сара
Сара Форстер (нем. Sarah Forster; род. 19 мая 1993, Бернек, Санкт-Галлен) — швейцарская хоккейная защитница. В составе сборной Швейцарии бронзовый призёр Олимпийских игр 2014 года и чемпионата мира 2012 года. С «Лугано» становилась чемпионкой Швейцарии в сезонее 2013/14, а с «Линчёпингом» — чемпионкой Швеции в сезонее 2014/15.
Родом из хоккейной семьи: отец Марцель (род. 1962) — хоккеист и тренер, брат Гаэтан (род. 1997) — хоккеист, сестра Юстине (род. 2001) — хоккеистка. 
Помимо хоккея увлекается волейболом.